# Weigendorf
Weigendorf ist eine Gemeinde im Oberpfälzer Landkreis Amberg-Sulzbach und ein Mitglied der Verwaltungsgemeinschaft Neukirchen bei Sulzbach-Rosenberg. Sie zählt zur Metropolregion Nürnberg.

## Geografie
Weigendorf ist die westlichste Gemeinde im Kreis Amberg-Sulzbach und Bestandteil des historischen Nordgaus. Überregional liegt sie in der im Tertiär entstandenen Mittelgebirgslandschaft. Im engeren Sinne liegt die Gemeinde im Süddeutschen Schichtstufenland und gehört damit zur Mittleren Fränkischen Alb. Ihr Gebiet gehört zu den dominierenden Dolomitgesteinen (Oberer Jura, auch Malm genannt) mit den dafür typischen Verkarstungen dieser Kalke.

### Geografische Lage
Weigendorf liegt in der Region Oberpfalz-Nord im westlichen Teil des Landkreises Amberg-Sulzbach, 13 km westlich von Sulzbach-Rosenberg und 12 km östlich von Hersbruck an der Bundesstraße 14.

### Gemeindegliederung
Es gibt elf Gemeindeteile (in Klammern ist der Siedlungstyp angegeben):
- Breitenthal (Einöde)
- Deinsdorf (Dorf)
- Ernhüll (Kirchdorf)
- Fallmühle (Weiler)
- Haunritz (Dorf)
- Heilbronnthal (Einöde)
- Hellberg (Weiler)
- Högen (Pfarrdorf)
- Oed (Dorf)
- Unterlangenfeld (Einöde)
- Weigendorf (Dorf)

Es gibt nur die Gemarkung Weigendorf.

## Geschichte
In der Gegend lebte bereits der Neandertaler, was ein Weisheitszahn beweist, der in der unweit von Deinsdorf gelegenen Höhlenruine von Hunas gefunden wurde. Ausgrabungsreste von etwa 2000 v. Chr. wurden z. B. bei Ernhüll und Lichtenegg mit Fundstücken des damaligen Menschen entdeckt. Auch die Kelten besiedelten das Gebiet. Die Houbirg und die Burg in Lichtenegg waren keltische Schutz- und Fliehburgen.
Der Ortsname ist 1344 ersturkundlich genannt und geht auf die Ausgangsform Wigindorf zurück. Es liegt der bajuwarische Personenname Wigo zugrunde.
Weigendorf gehörte zum 1777 zu Bayern gekommenen wittelsbachischen Herzogtum Neuburg-Sulzbach.
Die Sankt-Margarethen-Kirche im auf der Albhochfläche gelegenen Dorf Ernhüll geht auf romanische Ursprünge zurück; die heutige Gestalt erhielt sie im  17. bzw. 18. Jahrhundert.
Der im Tal des Högenbachs gelegene Gemeindeteil Högen (etwa 300 Einwohner), 1043 als Hegina im Zusammenhang mit der Schenkung der Orte Fürnried, Wurmrausch und Högen durch König Heinrich III. an seinen Diener Bardo erstmals erwähnt, wechselte als Landsassengut mit Hofmarksgerechtigkeit mehrfach seine Besitzer. Berühmtester Lehnsherr des Schlosses, das ab 2002 nach denkmalpflegerischen Aspekten saniert wurde, war der Dichter und Gelehrte Christian Knorr von Rosenroth. Neben dem Schloss, dessen historische Substanz erhalten wurde, gibt es als Baudenkmäler zwei gut erhaltene Mühlen mit noch vorhandener Wasserführung und den dazugehörigen Wasserrädern (Finkenmühle oberschlächtig, Intermühle unterschlächtig) sowie als Kalkfelsen herausgewitterte Naturdenkmäler im Ort als Wirts- und Baderrodlfelsen.

### Einwohnerentwicklung
Zwischen 1988 und 2018 wuchs die Gemeinde von 1122 auf 1233 um 111 Einwohner bzw. um 9,9 %.
| Jahr      | 1961 | 1970 | 1987 | 1991 | 1995 | 2000 | 2005 | 2010 | 2015 |
| --------- | ---- | ---- | ---- | ---- | ---- | ---- | ---- | ---- | ---- |
| Einwohner | 1329 | 1248 | 1125 | 1208 | 1229 | 1276 | 1281 | 1225 | 1218 |

## Religion
In der Gemeinde gibt es die evangelisch-lutherische Filialkirche St. Margaretha, eine ehemalige Simultankirche, und die katholische Filialkirche St. Leonhard. Weigendorf zählt zu den neun Gemeinden im Nordosten der Oberpfalz, in der die Bevölkerung mehrheitlich evangelisch ist.

## Politik
- WGW: 6
- CSU: 6

CSU einschließlich FB

### Gemeinderat
Der Gemeinderat hat zwölf Mitglieder. Weiteres Mitglied und Vorsitzender des Gemeinderates ist der Erste Bürgermeister. Bei der Kommunalwahl vom 15. März 2020 machten von den 1.041 stimmberechtigten Einwohnern in der Gemeinde Weigendorf 749 von ihrem Wahlrecht Gebrauch, womit die Wahlbeteiligung bei 71,95 % lag.

### Bürgermeister
Erster Bürgermeister ist Reiner Pickel (CSU); er ist seit 1. Mai 2014 im Amt. Bei der Kommunalwahl vom 15. März 2020 wurde er mit 58,26 % der Stimmen wiedergewählt.

### Wappen
|                         | Blasonierung: „Geteilt von Silber und Blau, oben ein rotes Andreaskreuz belegt mit einer roten heraldischen Rose mit silbernem Butzen und beseitet von je einer roten heraldischen Rose mit silbernem Butzen, unten ein wachsendes silbernes Mühlrad.“ |
| Wappenführung seit 1992 | |

## Wirtschaft einschließlich Land- und Forstwirtschaft
2017 gab es in der Gemeinde 115 sozialversicherungspflichtige Arbeitsplätze. Von der Wohnbevölkerung standen 515 Personen in einem versicherungspflichtigen Beschäftigungsverhältnis. Damit war die Zahl der Auspendler um genau 400 Personen größer als die der Einpendler. 21 Einwohner waren arbeitslos. 2016 gab es 14 landwirtschaftliche Betriebe.

## Mit Weigendorf verbundene Personen
- Gerhard Falkner (* 1951), Schriftsteller, wohnt in Weigendorf
- Werner Hubert Kraus (* 1956), Präparator, wurde in Weigendorf geboren